# 100 Club Punk Special
Il 100 Club Punk Special (a volte indicato come il 100 Club Punk Festival) fu un evento di due giorni tenuto presso il 100 Club - un locale tipicamente orientato verso il jazz ad Oxford Street, a Londra, Inghilterra - il 20 e 21 settembre 1976. Il concerto presentò otto gruppi punk rock, la maggior parte dei quali furono senza contratto. Le band presenti furono tutte associate alla scena musicale punk rock in continua evoluzione e movimento del Regno Unito. Il concerto segnò uno spartiacque per il movimento, cosicché il punk cominciò a scuotersi dall'underground ed emergere sulla scena musicale principale.

## Promozione
All'inizio di settembre del 1976, il promoter del concerto Ron Watts si rivolse a Malcolm McLaren, manager dei Sex Pistols, i leader della nuova scena punk rock britannica, e li propose il titolo della manifestazione. Dopo di che, presentarono l'idea ai Damned e ai Clash, che rapidamente entrambi accettarono di partecipare. Siouxsie Sioux avvicinò direttamente Watts e chiese di aderire anche lei al programma. McLaren poi aggiunse volontariamente gli Stinky Toys e una manciata di altre band di Manchester.
L'entusiasmo per questo evento fu dovuto in parte alla promozione molto positiva e ampia della giornalista del Melody Maker Caroline Coon.

## Programma
Lunedì 20 settembre
- Subway Sect
- Siouxsie and the Banshees
- The Clash
- Sex Pistols

Martedì 21 settembre
- Stinky Toys
- Chris Spedding & The Vibrators
- The Damned
- Buzzcocks

## Performance

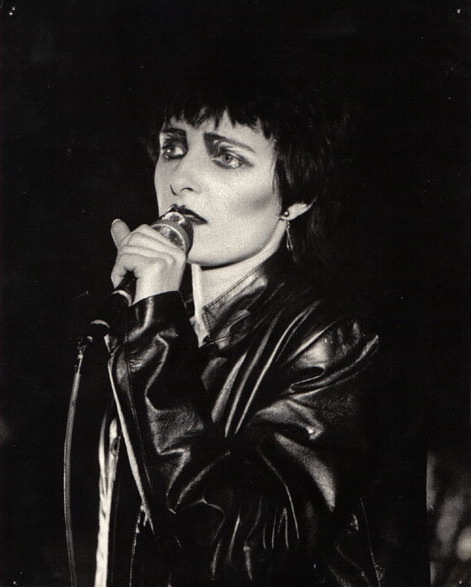
Siouxsie Sioux, di Siouxsie and the Banshees

I Vibrations erano un nuovo gruppo che solo di recente aveva cominciato a scrivere la propria musica e, dietro l'incoraggiamento di Ron Watts, decisero di appoggiare Chris Spedding per lo show (che fu prenotato per suonare la seconda notte, ma non aveva una band). Spedding insegnò nel camerino ai Vibrators un paio di canzoni immediatamente prima dello spettacolo vero e proprio, senza lasciare un tempo reale per una prova vera e propria.
L'esibizione di Siouxsie and the Banshees, tuttavia, fu completamente improvvisata. Non sapevano suonare alcun brano, e il loro spettacolo ebbe una qualità molto "performance art". Siouxsie, per esempio, recitò il Padre Nostro e altri testi simili memorizzati.
Nessuno degli spettacoli furono preparati, disse Ron Watts, "Erano semplicemente delle persone che si alzavano e cercavano di far qualcosa".

## Spettatori
Moltissime persone che furono in seguito coinvolti nella scena punk affermarono "ci sono stato" durante il festival di due giorni, ma questa è un'affermazione improbabile; la sede aveva una capacità di 600 persone. Tuttavia, tra i partecipanti noti vi erano: Paul Weller (The Jam / The Style Council, Shane MacGowan (in seguito coi The Nipple Erectors e The Pogues), Shanne Bradley (dei The Nipple Erectors e The Men They Couldn't Hang), Viv Albertine delle Slits, Chrissie Hynde (più tardi coi Pretenders), Vivienne Westwood (allora socia di McLaren e co-direttrice della boutique Sex di Chelsea), Gaye Advert e T.V. Smith (poi degli Adverts), come pure i membri del Bromley Contingent, la moda punk d'avanguardia, Andrew Czezowski (ex manager dei Damned) e Susan Carrington che continuò per avviare il Roxy con Barry Jones. Andrew e Susan introdussero anche Steve Strange e Rusty Egan al Blitz che iniziò il movimento New romantic. Andrew e Susan poi andarono anche oltre e aprirono il club iconico degli anni ottanta e novanta The Fridge a Brixton.
L'evento fu rovinato dalla violenza quando un bicchiere, lanciato dall'allora batterista dei Banshees e poi bassista dei Sex Pistols Sid Vicious, e testimoniato dall'artista John Keane, il cui orecchio fu scalfito, frantumato contro un pilastro durante l'esibizione dei Damned, accecò una ragazza in un occhio.